# Автошлях B54 (Німеччина)
Федеральна дорога 54 (В 54 ) — федеральна автомагістраль із півночі на південь між Гронау на голландському кордоні та Вісбаденом.

## Маршрут
Федеральна дорога 54 починається на голландському кордоні поблизу Гронау, де Рейксвег 35 або її розширення N 35 переходить у федеральну дорогу. Вона веде через міста Охтруп, Штайнфурт (райони Бургштайнфурт і Боргхорст), Нордвальде, Альтенберге, Мюнстер, Рінкероде, Герберн, Верне, Люнен, Дортмунд (тут включає a. весь Wallring), Гердекке, Хаген, Шальксмюле, Люденшайд, Кірспе, Майнерцхаген, Ольпе, Кройцталь, Зіген, Вільнсдорф, Бурбах, Реннерод, Дорнбург, Лімбург-ан-дер-Лан, Діц, Бад-Швальбах і Таунуштайн до Вісбадена, де вони приєднуються до Berlin Strasse, частина де закінчується федеральна дорога 455. Колишня крайня східна частина Вісбадена через Вісбаден-Ербенгайм була включена до федеральної магістралі 455, подальше продовження (автобану A66) через сьогоднішній Вісбаден Кройц де зустрічається з федеральною трасою 40 біля Вайльбаха в 1965 році сьогоднішній А 66.